# Frontera entre Tanzània i Seychelles
La frontera entre Tanzània i Seychelles és una frontera marítima internacional que separa Tanzània i Seychelles a l'Àfrica oriental, delimitant les zones econòmiques exclusives d'ambdós països.

## Traçat
La línia de delimitació entre la zona econòmica exclusiva i la plataforma continental de la República Unida de Tanzània (l'illa Mafia) i la zona exclusiva i la plataforma continental de la República de Seychelles (Aldabra-Île Picard) es basa en l'equidistància, que és conforme amb el dret internacional. La línia es compon d'una sèrie de línies geodèsiques que connecten, en l'ordre esmentat, els punts següents, definits per les seves coordenades geogràfiques:
- Punt A 7°44’39.1003" S 43°16’13.8933" E
- Punt 1 7°46’26.6364" S 43°15’43.8788" E
- Punt 2 7°48’14.1717" S 43°15’13.8601" E
- Punt 3 7°50’01.7063" S 43°14’43.8372" E
- Punt 4 7°51’49.2402" S 43°14’13.8099" E
- Punt 5 7°53’36.7733" S 43°13’43.7784" E
- Punt 6 7°55’24.3056" S 43°13’13.7426" E
- Punt 7 7°57’11.8372" S 43°12’43.7024" E
- Punt 8 7°58’59.3681" S 43°12’13.6578" E
- Punt 9 8°00’46.8981" S 43°11’43.6089" E

La frontera és extremadament limitada perquè no supera els 0,5 ° de latitud